# 中洲路街道
中洲路街道，是中华人民共和国湖南省湘潭市岳塘区下辖的一个乡镇级行政单位。

## 行政区划
中洲路街道下辖以下地区：
长城社区、九洲社区、运河社区、粟塘社区、自建社区、禾花塘社区和鸦雀塘社区。